# Клара Тауншип (округ Поттер, Пенсільванія)
Клара Тауншип (англ. Clara Township) — селище (англ. township) в США, в окрузі Поттер штату Пенсільванія. Населення — 177 осіб (2020).

## Демографія
Згідно з переписом 2010 року, у селищі мешкало 199 осіб у 84 домогосподарствах у складі 61 родини. Було 164 помешкання
Расовий склад населення:
| - 99,0 % — білих |

До двох чи більше рас належало 1,0 %. Частка іспаномовних становила 0,0 % від усіх жителів.
За віковим діапазоном населення розподілялося таким чином: 21,6 % — особи молодші 18 років, 61,8 % — особи у віці 18—64 років, 16,6 % — особи у віці 65 років та старші. Медіана віку мешканця становила 46,6 року. На 100 осіб жіночої статі у селищі припадало 97,0 чоловіків;  на 100 жінок у віці від 18 років та старших — 100,0 чоловіків також старших 18 років.
Середній дохід на одне домашнє господарство  становив 62 962 долари США (медіана — 35 000), а середній дохід на одну сім'ю — 43 865 доларів (медіана — 39 375). Медіана доходів становила 31 250 доларів для чоловіків та 21 607 доларів для жінок. За межею бідності перебувало 9,0 % осіб, у тому числі 17,4 % дітей у віці до 18 років та 0,0 % осіб у віці 65 років та старших.
Цивільне працевлаштоване населення становило 90 осіб. Основні галузі зайнятості: освіта, охорона здоров'я та соціальна допомога — 31,1 %, транспорт — 15,6 %, виробництво — 12,2 %.